# Barry C. Barish
Barry C. Barish (n. 27 ianuarie 1936, Omaha, Nebraska, SUA) este un fizician american, expert în fizica undelor gravitaționale. Este laureat al Premiului Nobel pentru Fizică 2017, împreună cu Rainer Weiss și Kip S. Thorne, „pentru contribuții decisive la detectorul LIGO și observarea undelor gravitaționale”.